# Kamogawa Seaworld
Le Kamogawa Sea World (japonais : 鴨川シーワールド, Hepburn : Kamogawa shīwārudo), est un océanarium japonais situé dans la région de Kantō, sur le littoral de la ville de Kamogawa. Il est la propriété de Yamasaki Tourism Development, une filiale de Granvista Hotels & Resorts Co (ja). C'est l'un des deux delphinariums japonais exploitant des orques, avec l'Aquarium du port de Nagoya.

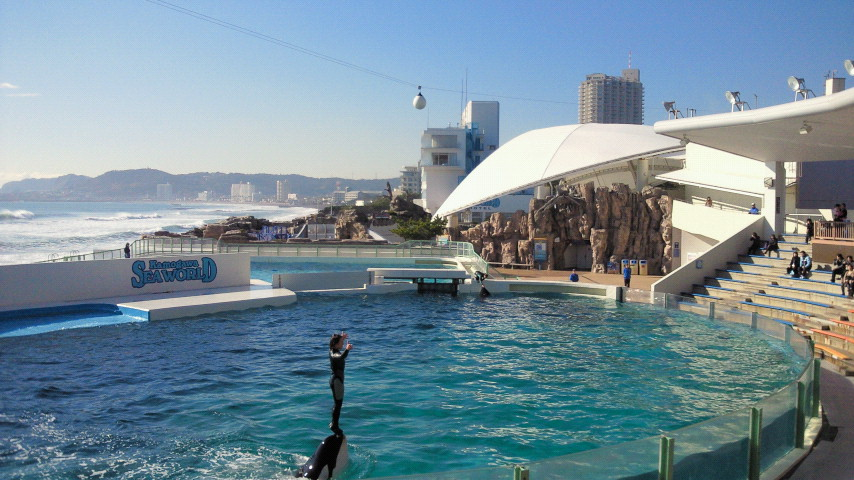
Bassin.
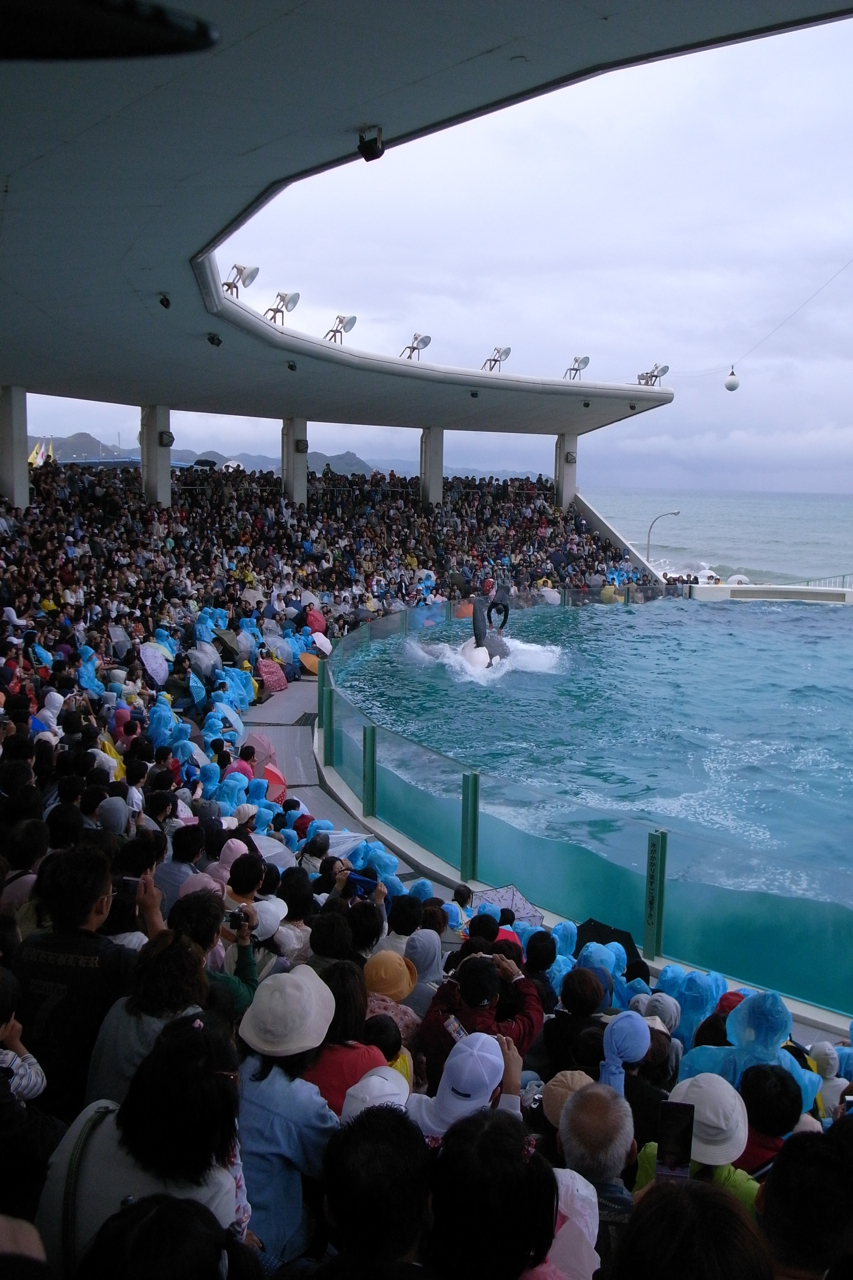
Gradins.
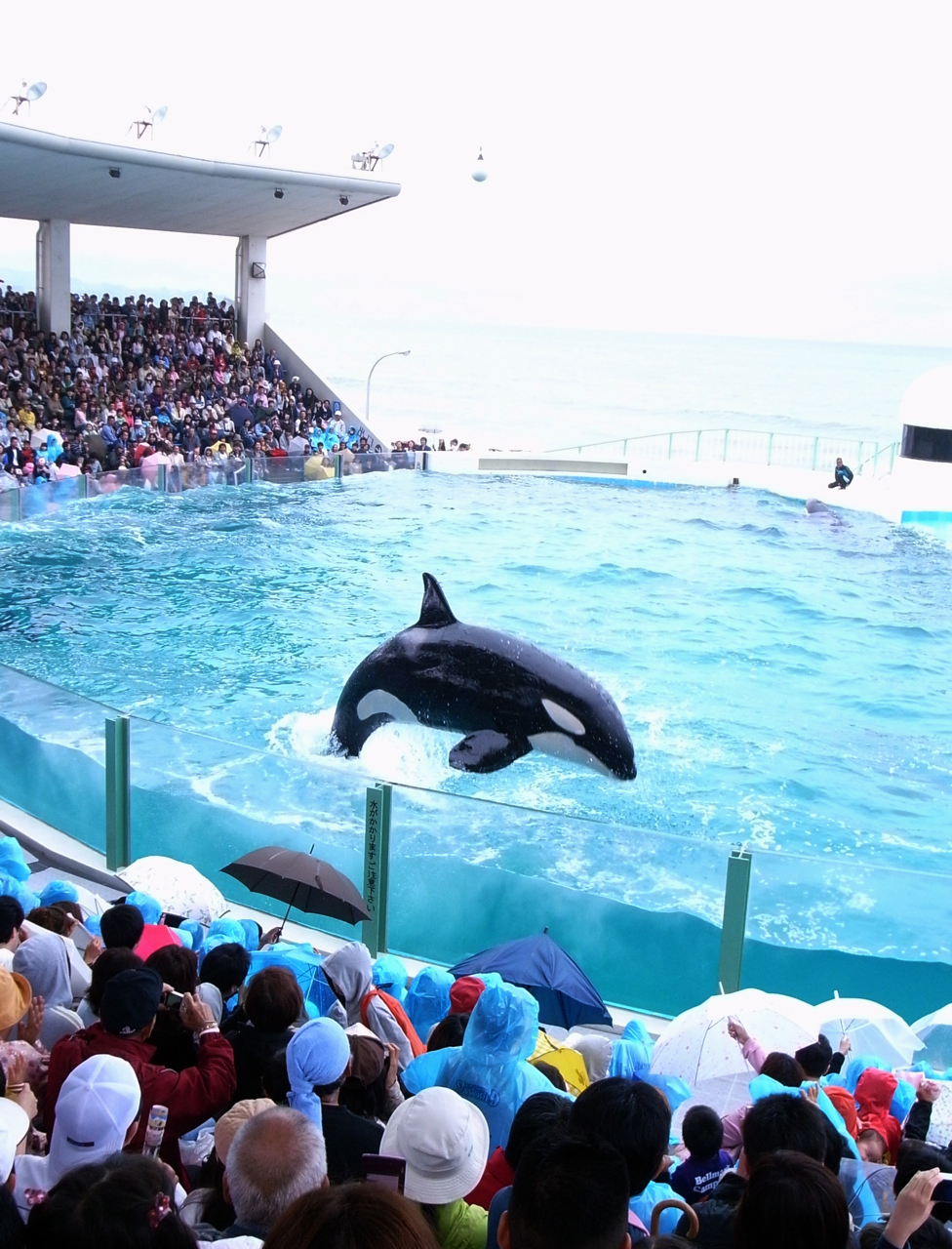
Spectacle d'orques.